# Lista seriali telewizyjnych Filmowego Uniwersum Marvela (Marvel Studios)
Seriale telewizyjne Filmowego Uniwersum Marvela (oryg. Marvel Cinematic Universe) są produkcjami telewizyjnymi o superbohaterach na podstawie komiksów wydawnictwa Marvel Comics produkowanymi od 2021 roku przez Marvel Studios. Studio pracuje nad ponad dziesięcioma serialami, które są na różnym etapie rozwoju. Wszystkie produkcje mają zostać wyemitowane na platformie Disney+.
Pierwszym serialem wyprodukowanym przez studio jest WandaVision, który rozpoczął Fazę IV w 2021 roku. W tym samym roku swoją premierę miały również inne seriale tej Fazy: Falcon i Zimowy Żołnierz, Loki, Hawkeye, Moon Knight, Ms. Marvel i Mecenas She-Hulk (2022) oraz pierwszy animowany serial franczyzy, A gdyby…? i seria animowanych krótkometrażówek Ja jestem Groot (2022).
W 2023 roku Fazę V rozpoczęła Tajna inwazja oraz drugie sezony seriali Ja jestem Groot, Loki i A gdyby…?. W 2024 roku pojawiły się seriale Echo i To zawsze Agatha oraz pierwszy sezon animowanego X-Men’97. W 2025 roku zadebiutowały: pierwszy sezon serialu Spider-Man: przyjazny pająk z sąsiedztwa, Daredevil: Odrodzenie, Ironheart, Oczy Wakandy, a mają się pojawić jeszcze Marvel Zombies i Wonder Man. Ponadto studio pracuje nad serialem Vision Quest oraz kolejnymi sezonami Daredevil: Odrodzenie, X-Men’97 i Spider-Mana.
Studio stworzyło również dwa seriale dokumentalne, Legendy Marvela i Assembled.

## Rozwój

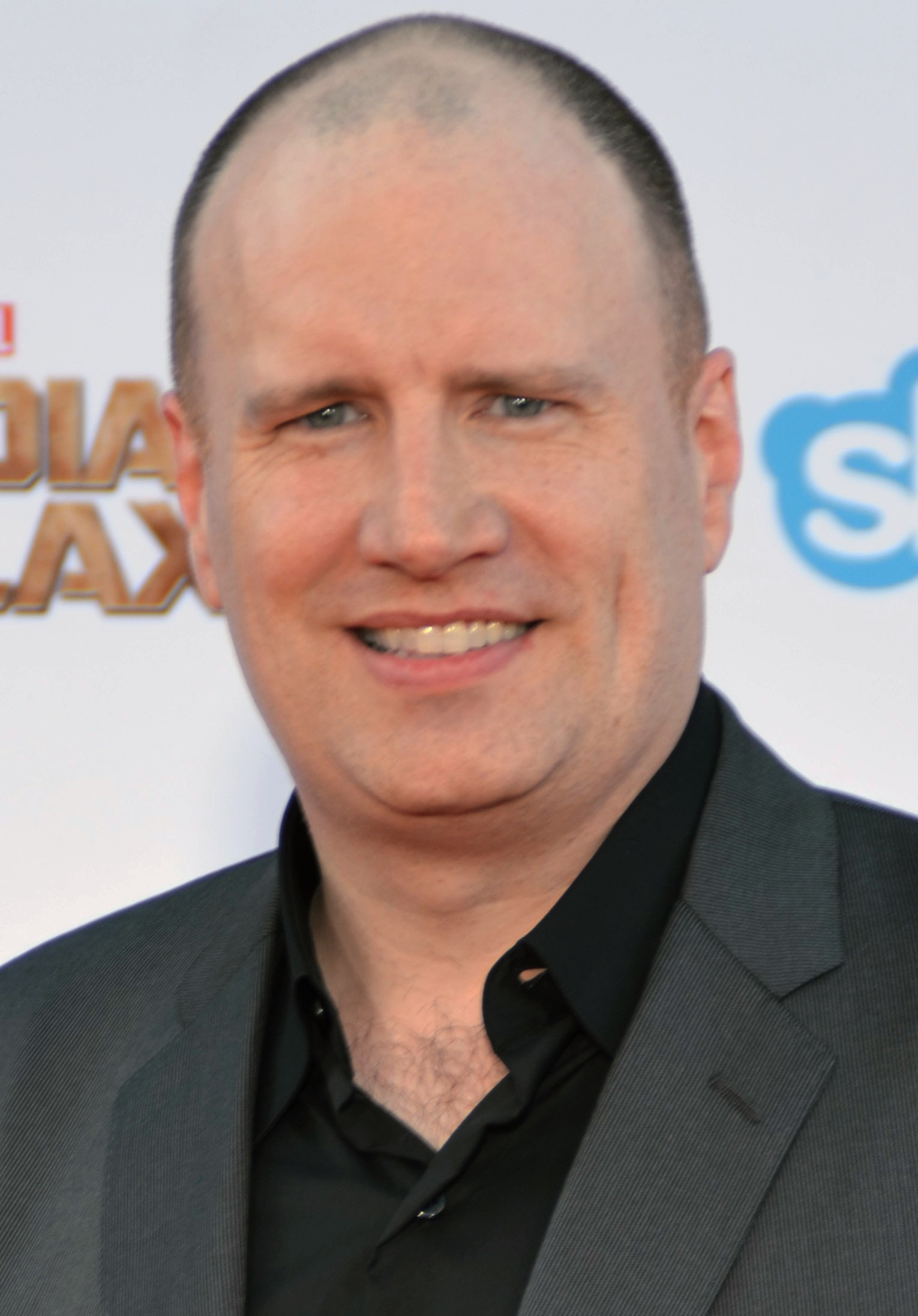
Kevin Feige, szef Marvel Studios oraz producent wykonawczy seriali FUM

We wrześniu 2018 roku ujawniono, że Marvel Studios jest w trakcie prac nad kilkoma limitowanymi serialami na potrzebę powstającego serwisu Disney+, które skoncentrowane mają być wokół postaci z filmów Filmowego Uniwersum Marvela. W przeciwieństwie do poprzednich seriali, Marvel Television miało się nimi nie zajmować, a odpowiadać miał za nie szef studia, Kevin Feige. Budżet jednego takiego serialu miał wynosić w granicach 100–150 milionów dolarów. Wśród pierwszych doniesień pojawiły się seriale o Lokim i Scarlet Witch, a w następnym miesiącu pojawiła się informacja o produkcji z Falconem i Zimowym Żołnierzem.
W kwietniu 2019 roku oficjalnie zapowiedziano seriale WandaVision, Falcon i Zimowy Żołnierz i Loki oraz pierwszą animowaną produkcję studia, A gdyby…?. Jeszcze w tym samym miesiącu pojawiła się informacja o serialu Hawkeye, który został potwierdzony oficjalnie w lipcu podczas San Diego Comic-Conu. Feige poinformował podczas konwentu, że będą one częścią Fazy IV. W sierpniu podczas D23 Expo ujawniono kolejne trzy tytuły seriali tej Fazy: Ms. Marvel, She-Hulk i Moon Knight. Szef studia ujawnił również, że postacie przedstawione w tych serialach pojawią się w kolejnych filmach franczyzy. W grudniu Marvel Television zostało włączone do Marvel Studios, a nowe produkcje planowane przez to studio anulowane.
We wrześniu 2020 roku pojawiły się doniesienia, że studio pracuje nad serialem, w którym główną rolę zagra Samuel L. Jackson jako Nick Fury. W grudniu, podczas Disney Investor Day przedstawiono kolejne plany studia na Fazę IV dla Disney+. Wśród nich znalazł się serial z Jacksonem, Tajna inwazja oraz Ironheart i Armor Wars. Zapowiedziano wtedy również serię animowanych krótkometrażówek Ja jestem Groot.
Na początku lutego 2021 roku poinformowano, że w przygotowaniu jest serial, którego akcja umiejscowiona będzie w Wakandzie. Odpowiadać ma za niego Ryan Coogler. W marcu pojawiła się informacja, że w przygotowaniu jest spin-off serialu Hawkeye, o postaci Echo granej przez Alaquę Cox, natomiast październiku ujawniono, że w planowany jest spin-off serialu WandaVision z Kathryn Hahn. W listopadzie oficjalnie zapowiedziano seriale Echo i Agatha: House of Harkness oraz poinformowano, że studio pracuje nad kolejnymi serialami animowanymi: Spider-Man: Freshman Year i Marvel Zombies oraz X-Men ’97, który ma być kontynuacją serialu animowanego X-Men z 1992 roku. W grudniu wyjawiono, że Destin Daniel Cretton, który odpowiadał za film Shang-Chi i legenda dziesięciu pierścieni, pracuje nad serialem dla studia. W czerwcu 2022 roku pojawiła się informacja, że będzie to Wonder Man. W lipcu zapowiedziano serial Daredevil: Odrodzenie. Ponadto został zmieniony tytuł spin-offu WanadaVision na Agatha: Coven of Chaos. Pod koniec września poinformowano, że Armor Wars nie powstanie jako serial, tylko jako film. W październiku ujawniono, że studio pracuje nad kolejnym spin-offem serialu WandaVision, zatytułowanym Vision Quest. We wrześniu 2023 roku ponownie zmieniony tytuł spin-offu WanadaVision na Agatha: Darkhold Diares, a w marcu 2024 kolejny raz na Agatha. Ostatecznie w maju ujawniono, że będzie on nosił tytuł To zawsze Agatha.
W grudniu poinformowano, że zmieniono tytuł Spider-Man: Freshman Year na Your Friendly Neighborhood Spider-Man oraz oficjalnie zapowiedziano animowany serial Eyes of Wakanda.

## Faza IV

### Seriale fabularne
| Tytuł                                                      | Sezon | Sezon | Odcinki | Emisja | Główny scenarzysta | Reżyseria                                                        | Przypisy                                  |
| ---------------------------------------------------------- | ----- | ----- | ------- | --- | ------------------ | ---------------------------------------------------------------- | ----------------------------------------- |
| WandaVision                                                |       | 1     | 9       | Stany Zjednoczone: 15 stycznia 2021 – 5 marca 2021 Disney+ Polska: 14 czerwca 2022 Disney+                | Jac Schaeffer      | Matt Shakman                                                     | [ 25 ] [ 26 ] [ 27 ] [ 28 ] [ 29 ]        |
| Falcon i Zimowy Żołnierz The Falcon and the Winter Soldier |       | 1     | 6       | Stany Zjednoczone: 19 marca 2021 – 23 kwietnia 2021 Disney+ Polska: 14 czerwca 2022 Disney+               | Malcolm Spellman   | Kari Skogland                                                    | [ 30 ] [ 31 ] [ 2 ] [ 32 ] [ 29 ]         |
| Loki                                                       |       | 1     | 6       | Stany Zjednoczone: 9 czerwca 2021 – 14 lipca 2021 Disney+ Polska: 14 czerwca 2022 Disney+                 | Michael Waldron    | Kate Herron                                                      | [ 33 ] [ 34 ] [ 35 ] [ 36 ] [ 29 ]        |
| Hawkeye                                                    |       | 1     | 6       | Stany Zjednoczone: 24 listopada 2021 – 22 grudnia 2021 Disney+ Polska: 14 czerwca 2022 Disney+            | Jonathan Igla      | Bert & Bertie, Rhys Thomas                                       | [ 37 ] [ 38 ] [ 39 ] [ 40 ] [ 29 ]        |
| Moon Knight                                                |       | 1     | 6       | Stany Zjednoczone: 30 marca 2022 – 5 kwietnia 2022 Disney+ Polska: 14 czerwca 2022 Disney+                | Jeremy Slater      | Mohamed Diab, Justin Benson, Aaron Moorhead                      | [ 41 ] [ 42 ] [ 43 ] [ 44 ] [ 45 ] [ 29 ] |
| Ms. Marvel                                                 |       | 1     | 6       | Stany Zjednoczone: 8 czerwca 2022 – 13 lipca 2022 Disney+ Polska: 14 czerwca 2022 – 13 lipca 2022 Disney+ | Bisha K. Ali       | Adil El Arbi i Bilall Fallah, Sharmeen Obaid-Chinoy, Meera Menon | [ 9 ] [ 6 ] [ 46 ] [ 47 ] [ 48 ]          |
| Mecenas She-Hulk She-Hulk: Attorney at Law                 |       | 1     | 9       | Stany Zjednoczone, Polska: 18 sierpnia 2022 – 13 października 2022 Disney+                                | Jessica Gao        | Kat Coiro, Anu Valia                                             | [ 49 ] [ 9 ] [ 50 ] [ 51 ] [ 48 ]         |

#### WandaVision(2021)

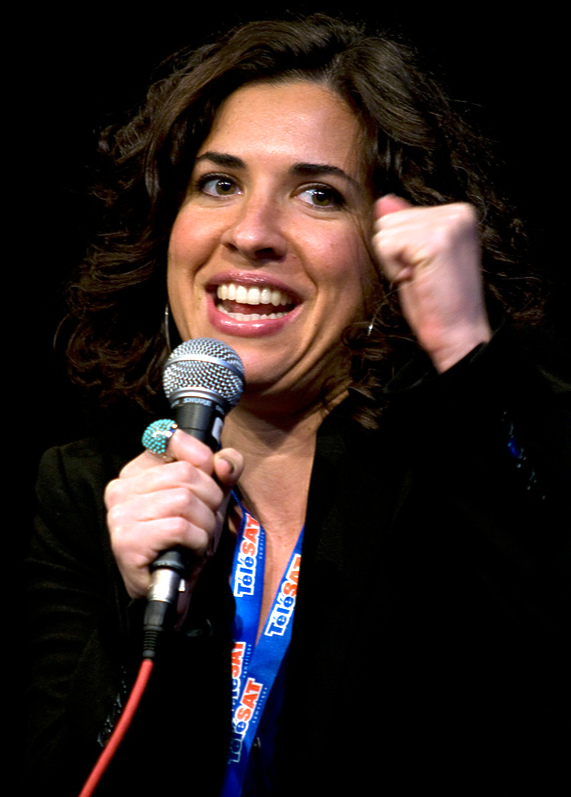
Jac Schaeffer, główna scenarzystka seriali WandaVision i Agatha

WandaVision opowiada o Wandzie Maximoff i Visionie, którzy po wydarzeniach z Avengers: Koniec gry prowadzą idealne życie w miasteczku Westview, jednak po pewnym czasie odkrywają, że rzeczy nie są takie, na jakie wyglądają. Serial zadebiutował 15 stycznia 2021 roku.
Głównym scenarzystą serialu była Jac Schaeffer, a za reżyserię odpowiadał Matt Shakman. Tytułowe role zagrali Elizabeth Olsen jako Wanda Maximoff i Paul Bettany jako Vision, a obok nich w głównych rolach wystąpili: Debra Jo Rupp jako Sharon Davis, Fred Melamed jako Todd Davis, Teyonah Parris jako Monica Rambeau, Evan Peters jako Ralph Bohner, Randall Park jako Jimmy Woo, Kat Dennings jako Darcy Lewis i Kathryn Hahn jako Agatha Harkness.
Olsen, Bettany, Dennings i Park powtórzyli swoje role z filmów franczyzy. Parris zagrała dorosłą Monicę, postać ta jako dziecko pojawiła się w filmie Kapitan Marvel. Natomiast Peters, który w serialu odgrywał rolę fałszywego brata Wandy, Pietra, wcześniej wystąpił jako Peter Maximoff w serii X-Men. Zapowiedziany został spin-off serialu, Agatha z Kathryn Hahn w tytułowej roli.

#### Falcon i Zimowy Żołnierz(2021)
Falcon i Zimowy Żołnierz (oryg. The Falcon and the Winter Soldier) opowiada historię Sama Wilsona i Bucky’ego Barnesa po wydarzeniach z Avengers: Koniec gry, którzy łączą siły, aby zwalczyć anarchistyczną grupę o nazwie Flag-Smashers. Serial zadebiutował 19 marca 2021 roku.
Głównym scenarzystą serialu był Malcolm Spellman, a za reżyserię odpowiadała Kari Skogland. Tytułowe role zagrali Anthony Mackie jako Sam Wilson i Sebastian Stan jako Bucky Barnes, a obok nich w głównych rolach wystąpili: Emily VanCamp jako Sharon Carter, Wyatt Russell jako John Walker, Erin Kellyman jako Karli Morgenthau, Julia Louis-Dreyfus jako Valentina Allegra de Fontaine, Florence Kasumba jako Ayo, Danny Ramirez jako Joaquin Torres, Georges St-Pierre jako Georges Batroc, Adepero Oduye jako Sarah Wilson, Daniel Brühl jako Helmut Zemo i Don Cheadle jako James Rhodes.
Mackie, Stan, VanCamp, Kasumba, St-Pierre, Brühl i Cheadle powtórzyli swoje role z filmów. O dalszych losach Sama Wilsona opowiada czwarty filmu o Kapitanie Ameryce, gdzie tytułową rolę gra Mackie.

#### Lokisezon 1 (2021)
Pierwszy sezon serialu Loki opowiada historię Lokiego po kradzieży Tesseraktu w Avengers: Koniec gry, który zostaje pojmany przez tajemniczą organizację o nazwie Agencja Ochrony Chronostruktury i podróżuje w czasie, zmieniając historię ludzkości uwięziony we własnym thrillerze kryminalnym. Zadebiutował on 9 czerwca 2021 roku.
Głównym scenarzystą sezonu był Michael Waldron, a za reżyserię odpowiadała Kate Herron. Tytułową rolę zagrał Tom Hiddleston jako Loki, a obok niego w głównych rolach wystąpili: Sophia Di Martino jako Sylvie, Gugu Mbatha-Raw jako Ravonna Renslayer, Wunmi Mosaku jako B-15, Eugene Cordero jkao Casey, Sasha Lane jako C-20, Tara Strong jako Panna Minutka, Owen Wilson jako Mobius M. Mobius i Jonathan Majors jako Ten, Który Trwa oraz Jack Veal, DeObia Oparei i Richard E. Grant jako alternatywne warianty Lokiego.
Poza Hiddlestonem swoją rolę z filmów powtórzyła również gościnnie Jaimie Alexander jako Sif. Zamówiony został drugi sezon serialu.

#### Hawkeye(2021)
Hawkeye opowiada historię Clint Barton, który rok po wydarzeniach w Avengers: Koniec gry musi współpracować z Kate Bishop, aby zmierzyć się z wrogami ze swojej przeszłości jako Ronin i wrócić do swojej rodziny na Boże Narodzenie. Serial zadebiutował 24 listopada 2021 roku.
Głównym scenarzystą serialu był Jonathan Igla, a za reżyserię odpowiadali Rhys Thomas i duet Bert & Bertie. Tytułową rolę zagrał Jeremy Renner jako Clint Barton / Hawkeye, a obok niego w głównych rolach wystąpili: Hailee Steinfeld jako Kate Bishop, Tony Dalton jako Jack Duquesne, Alaqua Cox jako Maya Lopez / Echo, Fra Fee jako Kazi Kazimierczak, Brian d’Arcy James jako Derek Bishop, Aleks Paunovic jako Ivan, Piotr Adamczyk jako Tomas, Linda Cardellini jako Laura Barton, Simon Callow jako Armand Duquesne III, Vera Farmiga jako Eleanor Bishop, Zahn McClarnon jako William Lopez, Florence Pugh jako Yelena Belova i Vincent D’Onofrio jako Wilson Fisk / Kingpin.

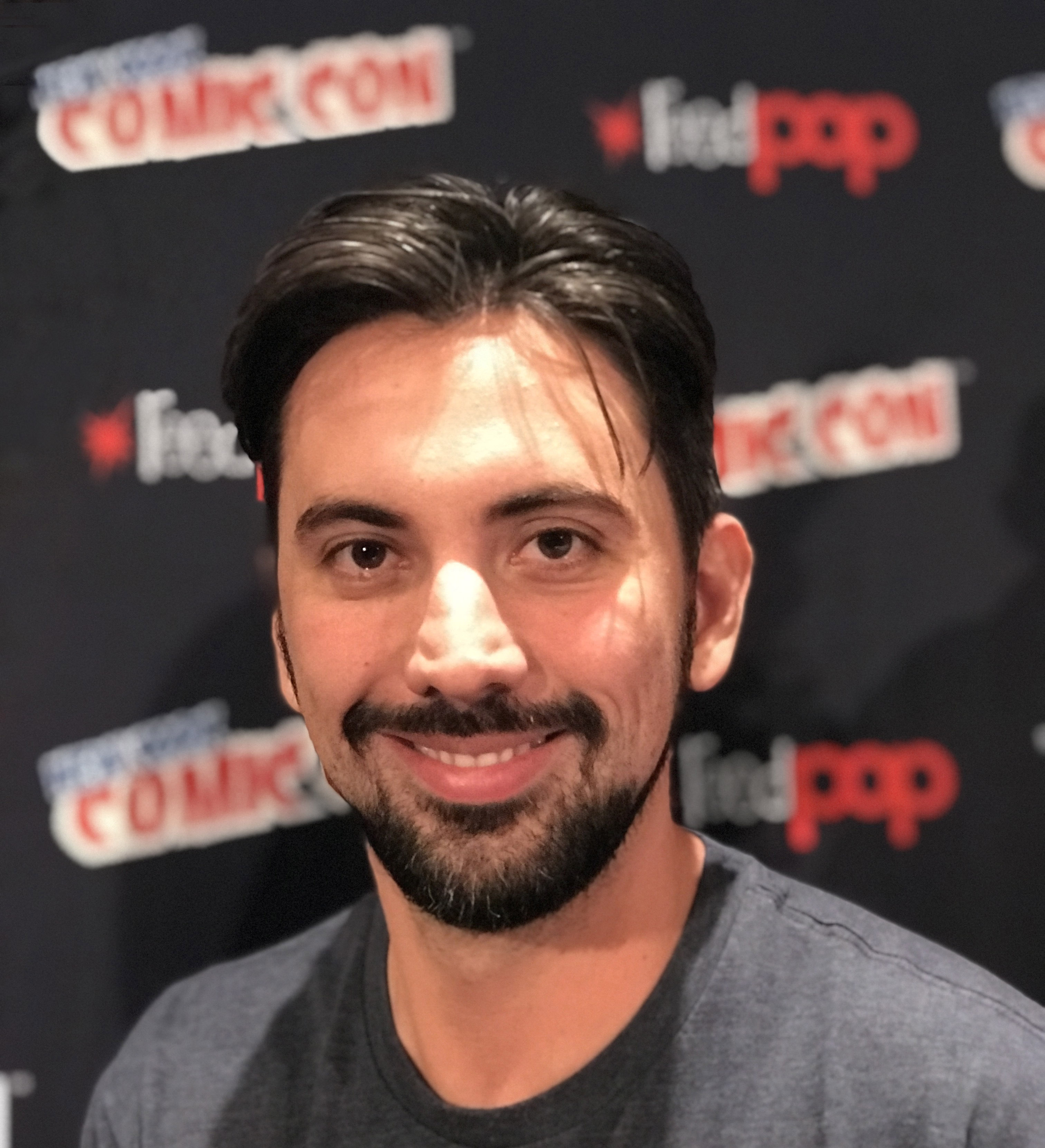
Jeremy Slater, główny scenarzysta serialu Moon Knight

Renner, Pugh i Cardellini oraz Ben Sakamoto, Ava Russo i Cade Woodward jako Cooper, Lila i Nathaniel Bartonowie powtórzyli swoje role z filmów. D’Onofrio zagrał wcześniej Kingpina w serialu Daredevil (2015–2018), który został wyprodukowany przez Marvel Television. Zapowiedziany został spin-off serialu, Echo z Alaquą Cox w tytułowej roli.

#### Moon Knight(2022)
Moon Knght opowiada historię Marca Spectora, najemnika cierpiącego na dysocjacyjne zaburzenie tożsamości, który zostaje wciągnięty w niebezpieczną tajemnicę z udziałem egipskich bogów. Serial zadebiutował 30 marca 2022 roku.
Głównym scenarzystą serialu był Jeremy Slater, a za reżyserię odpowiadali Mohamed Diab, Justin Benson i Aaron Moorhead. Tytułową rolę zagrał Oscar Isaac jako Marc Spector / Moon Knight, a obok niego w głównych rolach wystąpili: May Calamawy jako Layla El-Faouly / Scarlet Scarab, Ethan Hawke jako Arthur Harrow, F. Murray Abraham i Karim El-Hakim jako Chonsu, Ann Akinjirin jako Bobbi Kennedy, David Ganly jako Billy Fitzgerald, Gaspard Ulliel jako Anton Mogart, Khalid Abdalla jako Selim, jako Rey Lucas jako Elias Spector, Fernanda Andrade jako Wendy Spector, Antonia Salib jako Tawaret oraz Saba Mubarak i Sofia Danu jako Ammit.

#### Ms. Marvel(2022)
Ms. Marvel opowiada historię szesnastolatki, Kamali Khan, pochodzącej z pakistańskiej rodziny z New Jersey, która jest fanką Kapitan Marvel i ma nadludzkie umiejętności. Serial zadebiutował 8 czerwca 2022 roku.
Głównym scenarzystą serialu był Bisha K. Ali, a za reżyserię odpowiadali Adil El Arbi i Bilall Fallah, Sharmeen Obaid-Chinoy i Meera Menon. Tytułową rolę zagrała Iman Vellani jako Kamala Khan / Ms. Marvel, a obok niej w rolach głównych wystąpili: Aramis Knight jako Kareem / Red Dagger, Saagar Shaikh jako Amir Khan, Rish Shah jako Kamran, Zenobia Shroff jako Muneeba Khan, Mohan Kapur jako Yusuf Khan, Matt Lintz jako Bruno Carrelli, Yasmeen Fletcher jako Nakia Bahadir i Laith Naki jako Sheikh Abdullah oraz Azher Usman, Travina Springer i Nimra Bucha.
Vellani ponadto zagra jedną z głównych ról w filmie Marvels (2023).

#### Mecenas She-Hulk(2022)
Mecenas She-Hulk (oryg. She-Hulk: Attorney at Law) opowiada historię Jennifer Walters, kuzynki Bruce’a Bannera, dzięki któremu zyskuje nadludzkie zdolności i zajmuje się sprawami prawnymi superbohaterów. Serial zadebiutował 18 sierpnia 2022 roku.
Głównym scenarzystą serialu jest Jessica Gao, a za reżyserię odpowiadają Kat Coiro i Anu Valia. Tytułową rolę zagrała Tatiana Maslany jako Jennifer Walters / She-Hulk, a obok niej w głównych rolach wystąpili: Mark Ruffalo jako Bruce Banner / Hulk, Tim Roth jako Emil Blonsky / Abomination, Renée Elise Goldsberry jako Amelia i Jameela Jamil jako Mary MacPherran / Titania i Benedict Wong jako Wong, Charlie Cox jako Matt Murdock / Daredevil oraz Josh Segarra i Jon Bass.
Ruffalo, Roth i Wong powtarzają swoje role z filmów franczyzy.

### Seriale animowane
| Tytuł                      | Sezon | Sezon | Odcinki | Emisja                                                                                            | Główny scenarzysta | Reżyseria      | Przypisy                   |
| -------------------------- | ----- | ----- | ------- | ------------------------------------------------------------------------------------------------- | ------------------ | -------------- | -------------------------- |
| A gdyby…? What If…?        |       | 1     | 9       | Stany Zjednoczone: 11 sierpnia 2021 – 6 października 2021 Disney+ Polska: 14 czerwca 2022 Disney+ | A.C. Bradley       | Bryan Andrews  | [ 6 ] [ 74 ] [ 29 ]        |
| Ja jestem Groot I am Groot |       | 1     | 5       | Stany Zjednoczone, Polska: 10 sierpnia 2022 Disney+                                               | Kirsten Lepore     | Kirsten Lepore | [ 9 ] [ 75 ] [ 76 ] [ 77 ] |

#### A gdyby…?sezon 1 (2021)
A gdyby…? (oryg. What If…?) jest antologią przedstawiającą wydarzenia dziejące się w alternatywnych rzeczywistościach. W pierwszym sezonie to Peggy Carter przyjmuje serum superżołnierza zamiast Steve’a Rogersa; T’Challa zostaje porwany przez pomyłkę zamiast Petera Quilla i zostaje Star-Lordem; świat opanowała epidemia zombie; czy Ultron wygrał z Avengers. Pierwszy sezon zadebiutował 11 sierpnia 2021 roku.
Głównym scenarzystą pierwszego sezonu była A.C. Bradley, a za reżyserię odpowiadał Bryan Andrews. Jeffrey Wright jest narratorem wydarzeń jako Uatu / Obserwator, a obok niego głosu użyczyło znaczna część aktorów występujących w filmach.
Zamówiony został drugi sezon serialu. Ponadto zapowiedziany został spin-off serialu, Marvel Zombies.

#### Ja jestem Grootsezon 1 (2022)
Ja jestem Groot (oryg. I am Groot) to seria krótkometrażówek przedstawiająca historię Baby Groota, która zadebiutowała 10 sierpnia 2022 roku. Główną scenarzystką jest Kirsten Lepore, która odpowiadała również za reżyserię. W serialu głosów użyczyli Vin Diesel jako Baby Groot i Bradley Cooper jako Rocket.

## Faza V

### Seriale fabularne
| Tytuł                                       | Sezon | Sezon | Odcinki | Emisja | Główny scenarzysta              | Reżyseria                      | Przypisy                                                |
| ------------------------------------------- | ----- | ----- | ------- | --- | ------------------------------- | ------------------------------ | ------------------------------------------------------- |
| Tajna inwazja Secret Invasion               |       | 1     | 6       | Stany Zjednoczone, Polska: 21 czerwca 2023 – 26 lipca 2023 Disney+                                                        | Kyle Bradstreet                 | Ali Selim                      | [ 9 ] [ 8 ] [ 81 ] [ 50 ] [ 82 ] [ 18 ] [ 83 ]          |
| Loki                                        |       | 2     | 6       | Stany Zjednoczone: 5 października 2023 – 9 listopada 2023 Disney+ Polska: 6 października 2023 – 10 listopada 2023 Disney+ | Eric Martin                     | Justin Benson, Aaron Moorhead  | [ 58 ] [ 84 ] [ 18 ] [ 85 ] [ 86 ] [ 35 ]               |
| Echo                                        |       | 1     | 5       | Stany Zjednoczone: 9 stycznia 2024 Disney+ Polska: 10 stycznia 2024 Disney+                                               | Marion Dayre, Catriona McKenzie | Sydney Freeland                | [ 13 ] [ 87 ] [ 88 ] [ 18 ] [ 21 ] [ 89 ] [ 90 ] [ 91 ] |
| To zawsze Agatha Agatha All Along           |       | 1     | 9       | Stany Zjednoczone 18 września 2024 – 30 października 2024 Disney+ Polska: 19 września 2024 – 31 października 2024 Disney+ | Jac Schaeffer                   | Jac Schaeffer, Gandja Monteiro | [ 13 ] [ 12 ] [ 18 ] [ 92 ] [ 93 ] [ 21 ] [ 23 ] [ 94 ] |
| Daredevil: Odrodzenie Daredevil: Born Again |       | 1     | 9       | Stany Zjednoczone 4 marca 2025 – 15 kwietnia 2025 Disney+ Polska: 5 marca 2025 – 16 kwietnia 2025 Disney+                 | Matt Corman, Chris Ord          | Dario Scardapane               | [ 18 ] [ 95 ] [ 96 ] [ 21 ] [ 23 ]                      |
| Ironheart                                   |       | 1     | 6       | Stany Zjednoczone 24 czerwca 2025 – 1 lipca 2025 Disney+ Polska: 25 czerwca 2025 – 2 lipca 2025 Disney+                   | Chinaka Hodge                   | Sam Bailey, Angela Barnes      | [ 9 ] [ 97 ] [ 98 ] [ 18 ] [ 99 ] [ 23 ]                |

#### Tajna inwazja(2023)
Tajna inwazja (oryg. Secret Invasion) opowiada historię zbuntowanej frakcji zmiennokształtnych Skrulli, którzy infiltrują Ziemię od lat. Serial zadebiutował 21 czerwca 2023 roku.
Głównym scenarzystą serialu był Kyle Bradstreet, a za reżyserię odpowiadał Ali Selim. W rolach głównych wystąpili: Samuel L. Jackson jako Nick Fury, Ben Mendelsohn jako Talos, Cobie Smulders jako Maria Hill, Martin Freeman jako Everett K. Ross i Don Cheadle jako James Rhodes / War Machine oraz Kingsley Ben-Adir, Olivia Colman, Emilia Clarke, Killian Scott i Christopher McDonald.
Jackson, Mendelsohn, Smulders, Freeman i Cheadle powtarzają swoje role z filmów franczyzy.

#### LokiSezon 2 (2023)
Drugi sezon serialu Loki kontynuuje będzie losy Lokiego. Tom Hiddleston powrócił w tytułowej roli. Głównym scenarzystą został Eric Martin, a reżyserią większości odcinków zajęli się Justin Benson i Aaron Moorhead. W Stanach Zjednoczonych sezon zadebiutował 5 października 2023 roku, a w Polsce pojawił się 6 października.

#### Echo(2024)
Echo opowiada historię Mai Lopez. Jest to spin-off serialu Hawkeye, w którym wprowadzona została ta postać. Główną scenarzystką serialu była Marion Dayre, a za reżyserię odpowiadały Sydney Freeland i Catriona McKenzie. W tytułowej roli wystąpiła Alaqua Cox jako Maya Lopez / Echo, a obok niej w rolach głównych wystąpili: Charlie Cox jako Matt Murdock / Daredevil, Vincent D’Onofrio jako Wilson Fisk / Kingpin, Zahn McClarnon jako William Lopez oraz Chaske Spencer, Tantoo Cardinal, Devery Jacobs, Cody Lightning i Graham Greene. W Stanach Zjednoczonych serial zadebiutował 9 stycznia 2024 roku, a w Polsce pojawił się 10 stycznia.
Charlie Cox i D’Onofrio powtórzyli swoje role z serialu Daredevil (2015–2018), a Alaqua Cox i McClarnon z serialu Hawkeye (2021).

#### To zawsze Agatha(2024)
To zawsze Agatha (oryg. Agatha All Along) opowiada historię Agathy Harkness. Jest to spin-off serialu WandaVision, w którym wprowadzona została ta postać. Głównym scenarzystą serialu jest Jac Schaeffer. W tytułowej roli wystąpiła Kathryn Hahn. W Polsce serial zadebiutował 19 września 2024 roku.

#### Daredevil: Odrodzenie (2025)
Daredevil: Odrodzenie (oryg. Daredevil: Born Again), do którego scenariusz napisali Matt Corman i Chris Ord. Zapowiedziany został w maju 2022 roku, a oficjalnie potwierdzony w lipcu tego samego roku. W tytułowej roli powrócił Charlie Cox z serialu Daredevil (2015–2018). Swoją rolę powtórzył również Vincent D’Onofrio jako Wilson Fisk / Kingpin. Serial zadebiutował 5 marca 2025 roku.

#### Ironheart (2025)
Ironheart opowiadać będzie historię Riri Williams, genialnej wynalazczyni, która tworzy zaawansowaną zbroję podobną do pancerza Iron Mana. Głównym scenarzystą serialu jest Chinaka Hodge, a za reżyserię odpowiadają Sam Bailey i Angela Barnes. W tytułowej roli wystąpi Dominique Thorne jako Riri Williams / Ironheart, a obok niej w rolach głównych wystąpią: Anthony Ramos, Lyric Ross i Harper Anthony. Thorne zadebiutowała w swojej roli w filmie Czarna Pantera: Wakanda w moim sercu (2022). Serial pojawił się w 24 czerwca 2025 roku.

### Seriale animowane
| Tytuł                                                                          | Sezon | Sezon | Odcinki | Emisja                                                               | Główny scenarzysta | Reżyseria                    | Przypisy                                    |
| ------------------------------------------------------------------------------ | ----- | ----- | ------- | -------------------------------------------------------------------- | ------------------ | ---------------------------- | ------------------------------------------- |
| Ja jestem Groot I am Groot                                                     |       | 2     | 5       | Stany Zjednoczone, Polska: 6 września 2023 Disney+                   | Kirsten Lepore     | Kirsten Lepore               | [ 108 ] [ 80 ] [ 109 ]                      |
| A gdyby…? What If…?                                                            |       | 2     | 9       | Stany Zjednoczone, Polska: 22 – 30 grudnia 2023 Disney+              | A.C. Bradley       | Bryan Andrews Stephan Franck | [ 79 ] [ 14 ] [ 110 ] [ 21 ] [ 111 ] [ 24 ] |
| A gdyby…? What If…?                                                            |       | 3     | 8       | Stany Zjednoczone, Polska: 22 – 29 grudnia 2024 Disney+              | A.C. Bradley       | Bryan Andrews Stephan Franck | [ 110 ]                                     |
| X-Men ’97                                                                      |       | 1     | 10      | Stany Zjednoczone, Polska: 20 marca 2024 – 15 maja 2024 Disney+      | Beau DeMayo        | Jake Castorena               | [ 14 ] [ 112 ] [ 113 ]                      |
| Spider-Man: Przyjazny pająk z sąsiedztwa Your Friendly Neighborhood Spider-Man |       | 1     | 10      | Stany Zjednoczone, Polska: 29 stycznia 2025 – 19 lutego 2025 Disney+ | Jeff Trammel       | Jeff Trammel                 | [ 14 ] [ 110 ] [ 24 ]                       |

#### Ja jestem Grootsezon 2 (2023)
Ja jestem Groot (oryg. I am Groot) to seria krótkometrażówek przedstawiająca historię Baby Groota, która zadebiutowała 6 września 2023 roku. Główną scenarzystką była Kirsten Lepore, która odpowiadała również za reżyserię. W serialu głosu użyczył Vin Diesel.

#### A gdyby…?sezon 2 (2023)
Drugi sezon serialu A gdyby…? (oryg. What If…?) ukazuje kolejne wydarzenia dziejące się w alternatywnych rzeczywistościach. Zadebiutował on 22 grudnia 2023 roku. Głównym scenarzystą drugiego sezonu jest A.C. Bradley, a za reżyserię odpowiada Bryan Andrews.

#### X-Men ’97sezon 1 (2024)
X-Men ’97 jest kontynuacją serialu animowanego X-Men (1992) i równocześnie częścią FUM, którego nie jest częścią produkcja z 1992 roku. Serial zadebiutował 20 marca 2024 roku. Głównym scenarzystą serialu został Beau DeMayo, a za reżyserię odpowiadać będzie Jake Castorena. Z oryginalnej obsady powrócili: Cal Dodd, Lenore Zann, George Buza, Adrian Hough, Christopher Britton, Catherine Disher, Chris Potter, Alison Sealy-Smith i Alyson Court, a dołączyli do nich Jennifer Hale, Anniwaa Buachie, Ray Chase, Matthew Waterson, JP Karliak, Holly Chou, Jeff Bennett i AJ LoCascio.

#### A gdyby…?sezon 3 (2024)
Trzeci sezon serialu A gdyby…? (oryg. What If…?) ukazuje kolejne wydarzenia dziejące się w alternatywnych rzeczywistościach. Zadebiutował 22 grudnia 2024 roku. Głównym scenarzystą trzeciego sezonu jest Matthew Chauncey, a za reżyserię odpowiadają Bryan Andrews i Stephan Franck.

#### Spider-Man: Przyjazny pająk z sąsiedztwasezon 1 (2025)
Spider-Man: Przyjazny pająk z sąsiedztwa opowiada o początkach Petera Parkera jako Spider-Mana. Początkowo serial został zapowiedziany pod tytułem Spider-Man: Freshman Year, a głównym scenarzystą został Jeff Trammel. W serialu głosu użyczy Charlie Cox jako Matt Murdock / Daredevil. W grudniu 2023 roku podjęto decyzję o zmianie tytułu oraz potwierdzono, że zadebiutuje on 29 stycznia 2025 roku.

## Faza VI

### Seriale animowane
| Tytuł                                                                          | Sezon | Sezon | Odcinki     | Emisja                                              | Główny scenarzysta | Reżyseria     | Status          | Przypisy       |
| ------------------------------------------------------------------------------ | ----- | ----- | ----------- | --------------------------------------------------- | ------------------ | ------------- | --------------- | -------------- |
| Oczy Wakandy Eyes of Wakanda                                                   |       | 1     | 4           | Stany Zjednoczone, Polska: 1 sierpnia 2025 Disney+  | Todd Harris        | Todd Harris   | wydany          | [ 24 ]         |
| Marvel Zombies                                                                 |       | 1     | 4           | Stany Zjednoczone, Polska: 24 września 2025 Disney+ | Zeb Wells          | Bryan Andrews | w postprodukcji | [ 14 ] [ 114 ] |
| X-Men ’97                                                                      |       | 2     | BRAK DANYCH | BRAK DANYCH                                         | BRAK DANYCH        | BRAK DANYCH   | w produkcji     | [ 115 ]        |
| Spider-Man: Przyjazny pająk z sąsiedztwa Your Friendly Neighborhood Spider-Man |       | 2     | BRAK DANYCH | BRAK DANYCH                                         | BRAK DANYCH        | BRAK DANYCH   | w produkcji     | [ 110 ]        |

#### Oczy Wakandy(2025)
Oczy Wakandy (Eyes of Wakanda) opowiada historię wojowników Wakandy, którzy na przestrzeni dziejów poszukiwali artefaktów z vibranium podróżując po świecie. W lutym 2021 roku pojawiła się informacja, że serial o Wakandzie przygotowywany jest przez Ryana Cooglera. Danai Gurira jako Okoye zagra jedną z głównych ról. Serial został oficjalnie zapowiedziany w grudniu 2023 roku, a jego premiera została wyznaczona na 1 sierpnia 2025 rok.

#### Marvel Zombies(2025)
Marvel Zombies to spin-off odcinka What If… Zombies!? serialu A gdyby…?. Głównym scenarzystą został Zeb Wells, a za reżyserię odpowiada Bryan Andrews. Premiera została wyznaczona na 24 września 2025 rok.

#### X-Men ’97sezon 2 (2025)
X-Men ’97 jest kontynuacją serialu animowanego X-Men (1992) i równocześnie częścią FUM, którego nie jest częścią produkcja z 1992 roku. Z oryginalnej obsady powrócili: Cal Dodd, Lenore Zann, George Buza, Adrian Hough, Christopher Britton, Catherine Disher, Chris Potter, Alison Sealy-Smith i Alyson Court, a dołączyli do nich Jennifer Hale, Anniwaa Buachie, Ray Chase, Matthew Waterson, JP Karliak, Holly Chou, Jeff Bennett i AJ LoCascio.

#### Spider-Man: Przyjazny pająk z sąsiedztwasezon 2 (2025)
Spider-Man: Przyjazny pająk z sąsiedztwa opowiadać będzie o początkach Petera Parkera jako Spider-Mana. Początkowo serial został zapowiedziany pod tytułem Spider-Man: Freshman Year, a głównym scenarzystą został Jeff Trammel. W serialu głosu użyczy Charlie Cox jako Matt Murdock / Daredevil.

## Pozostałe zapowiedziane
- Wonder Man opowiadający historię Simona Williamsa / Wonder Mana został zapowiedziany w czerwcu 2022 roku, a jego twórcami zostali Destin Daniel Cretton i Andrew Guest, który pełni również rolę głównego scenarzysty serialu[17]. W grudniu 2021 roku Cretton podpisał kilkuletnią umowę z Marvel Studios na stworzenie seriali dla Disney+[16]. W sierpniu 2022 roku ujawniono, że Ben Kingsley powtórzy rolę Trevora Slattery’ego z wcześniejszych produkcji franczyzy[117]. W październiku 2022 roku Yahya Abdul-Mateen II został obsadzony w tytułowej roli[118].
- Drugi sezon serialu X-Men ’97[115] oraz drugi sezon Your Friendly Neighborhood Spider-Man zostały zapowiedziane w lipcu 2022 roku[110][24].
- W październiku 2022 roku poinformowano, że planowany jest kolejny spin-off serialu WandaVision, zatytułowany Vision Quest, który ma opowiadać historię białego Visiona. Twórczynią i główną scenarzystką została Jac Schaeffer, a Paul Bettany powróci jako Vision[20].

## Seriale dokumentalne
| Tytuł                                   | Sezon | Sezon | Odcinki | Emisja | Status     | Przypisy               |
| --------------------------------------- | ----- | ----- | ------- | --- | ---------- | ---------------------- |
| Legendy Marvela Marvel Studios: Legends |       | 2     | 46      | Stany Zjednoczone: 8 stycznia 2021 – 23 listopada 2022 Disney+ Polska: 14 czerwca 2022 – 23 listopada 2022 Disney+ | zakończony | [ 119 ] [ 120 ] [ 29 ] |
| Legendy Marvela Marvel Studios: Legends |       | 2     | 21      | Stany Zjednoczone, Polska: 10 lutego 2023 – Disney+                                                                | trwający   | [ 119 ]                |
| Marvel Studios: Assembled               |       | 1     | 17      | Stany Zjednoczone: 12 marca 2021 – Disney+ Polska: 14 czerwca 2022 – Disney+                                       | trwający   | [ 121 ] [ 122 ] [ 29 ] |

## Obsada i postacie powracające
Filmowe Uniwersum Marvela jest pewnego rodzaju ewenementem. Postacie i obsada wchodzące w jego skład pojawiają się zarówno w filmach, krótkometrażówkach i serialach. Swoje role powtarzają ci sami aktorzy. W serialach pojawiło się wielu aktorów z filmów FUM.
Tytułowe role w produkcjach dla platformy Disney+ produkowanych przez Marvel Studios powtórzyli z filmów: Elizabeth Olsen jako Wanda Maximoff i Paul Bettany jako Vision w serialu WandaVision (2021), Sebastian Stan jako James „Bucky” Barnes i Anthony Mackie jako Sam Wilson w serialu Falcon i Zimowy Żołnierz (2021), Tom Hiddleston jako Loki w serialu Loki (2021–) i Jeremy Renner jako Clint Barton w serialu Hawkeye (2021). Oscar Isaac jako Marc Spector / Moon Knight, Iman Vellani jako Kamala Khan i Tatiana Maslany jako Jennifer Walters / She-Hulk zagrali tytułowe role w serialach Moon Knight (2022), Ms. Marvel (2022) i Mecenas She-Hulk (2022). Swoje role z filmów powtórzą również: Samuel L. Jackson jako Nick Fury, Ben Mendelsohn jako Talos i Don Cheadle jako James Rhodes w serialu Tajna inwazja (2023) oraz Dominique Thorne jako Riri Williams / Ironheart w serialu Ironheart. Kathryn Hahn jako Agatha Harkness i Alaqua Cox jako Maya Lopez / Echo, które wystąpiły w serialach WandaVision (2021) i Hawakeye (2021) powrócą w spin-offach To zawsze Agatha i Echo (2023). Vincent D’Onofrio jako Wilson Fisk / Fisk, który zagrał w serialu Daredevil (2015–2018), wyprodukowanym przez Marvel Television, wystąpił w serialu Hawakeye (2021).
Ponadto w rolę narratora w serialu animowanym A gdyby…? (2021–) wcielił się Jeffrey Wright jako Uatu / Obserwator. Znaczna część aktorów występujących w filmach francyzy użyczyła głosów alternatywnym wersjom postaci w tym serialu.

## Odbiór

### Oceny krytyków
| Serial                                                       | Sezon | Sezon | Rotten Tomatoes     | Rotten Tomatoes | Rotten Tomatoes | Metacritic     | Metacritic     | Przypis         |
| Serial                                                       | Sezon | Sezon | procent pozytywnych | ilość recenzji  | średnia         | ilość recenzji | średnia ważona | Przypis         |
| ------------------------------------------------------------ | ----- | ----- | ------------------- | --------------- | --------------- | -------------- | -------------- | --------------- |
| WandaVision                                                  |       | 1     | 91%                 | 407             | 7,85/10         | 43             | 77/100         | [ 125 ] [ 126 ] |
| Falcon i Zimowy Żołnierz (The Falcon and the Winter Soldier) |       | 1     | 83%                 | 332             | 7,2/10          | 32             | 74/100         | [ 127 ] [ 128 ] |
| Loki                                                         |       | 1     | 92%                 | 327             | 7,9/10          | 32             | 74/100         | [ 129 ] [ 130 ] |
| A gdyby…? (What If…?)                                        |       | 1     | 94%                 | 101             | 7,95/10         | 16             | 69/100         | [ 131 ] [ 132 ] |
| Hawkeye                                                      |       | 1     | 92%                 | 172             | 7,55/10         | 27             | 66/100         | [ 133 ] [ 134 ] |
| Moon Knight                                                  |       | 1     | 86%                 | 236             | 7,65/10         | 27             | 69/100         | [ 135 ] [ 136 ] |
| Ms. Marvel                                                   |       | 1     | 98%                 | 311             | 8,35/10         | 23             | 78/100         | [ 137 ] [ 138 ] |